# Team Sparebanken Sør/Saison 2015

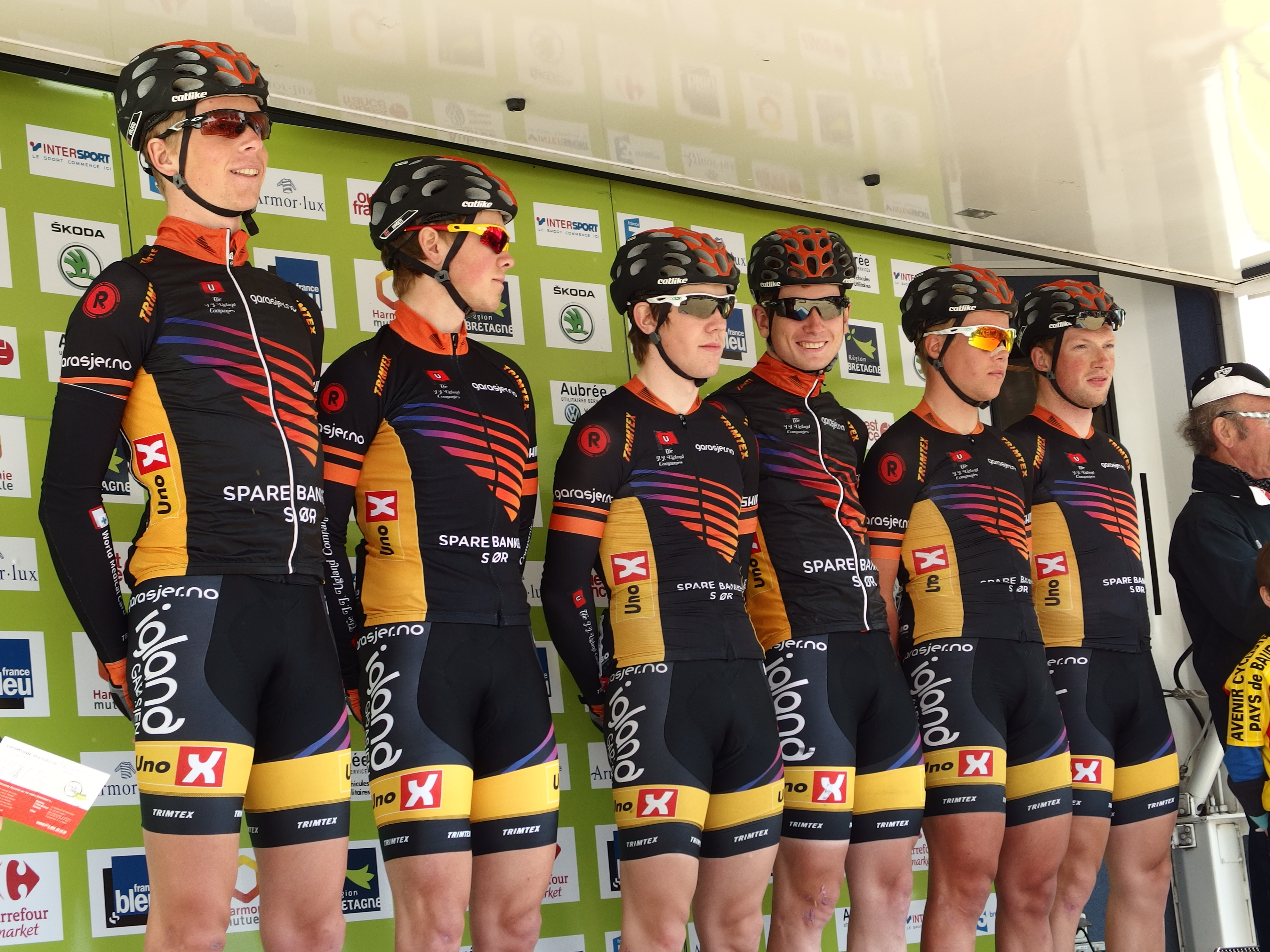
Team Sparebanken Sør (2015)

Dieser Artikel listet Erfolge und Fahrer des Radsportteams Team Sparebanken Sør in der Saison 2015 auf.

## Erfolge in der UCI Europe Tour
| Datum         | Rennen                           | Kat. | Fahrer           |
| ------------- | -------------------------------- | ---- | ---------------- |
| 24. Mai       | 5. Etappe Tour of Norway         | 2.HC | Andreas Vangstad |
| 14. Juni      | Fyen Rundt                       | 2.2  | Andreas Vangstad |
| 13. September | 3. Etappe Hradec Králové–Wrocław | 2.2  | Fridtjof Røinås  |

## Abgänge – Zugänge
| Zugänge               | Team 2014    | Abgänge                      | Team 2015    |
| --------------------- | ------------ | ---------------------------- | ------------ |
| Trond Trondsen        | Frøy-Bianchi | Amund Grøndahl Jansen        | Team Joker   |
| Vegard Robinson Bugge | Team Joker   | Bjørn Tore Hoem              | Team Joker   |
| Herman Dahl           | Neoprofi     | Sindre Skjøstad Lunke        | Team Joker   |
| Carl Fredrik Hagen    | Neoprofi     | Petter Schmidt               | Unbekannt    |
|                       |              | Jørgen Rydland Hodneborg     | Unbekannt    |
|                       |              | Sondre Holst Enger           | IAM Cycling  |
|                       |              | Thomas Larsen (bis 30. Juni) | Karriereende |

## Mannschaft
| Teamkader 2015           | Teamkader 2015     | Teamkader 2015 | Teamkader 2015                  |
| Name                     | Geburtsdatum       | Land           | Vorheriges Team                 |
| ------------------------ | ------------------ | -------------- | ------------------------------- |
| Vegard Robinson Bugge    | 7. Dezember 1989   | Norwegen       | Joker (2014)                    |
| Herman Dahl              | 24. November 1993  | Norwegen       | Kristiansands Cykleklubb (2014) |
| Andreas Erland           | 31. August 1992    | Norwegen       |                                 |
| Carl Fredrik Hagen       | 26. September 1991 | Norwegen       | Oslo Sportslager (2014)         |
| Jørgen Rydland Hodnebrog | 24. Juli 1990      | Norwegen       |                                 |
| Christian Kaggestad      | 14. September 1995 | Norwegen       |                                 |
| Thomas Larsen            | 22. Mai 1994       | Norwegen       |                                 |
| Morten Mørland           | 5. Dezember 1986   | Norwegen       |                                 |
| Fridtjof Røinås          | 2. August 1994     | Norwegen       | Grimstad Sykleklubb (2012)      |
| Petter Schmidt           | 20. Dezember 1994  | Norwegen       |                                 |
| Trond Trondsen           | 8. April 1994      | Norwegen       | Frøy-Bianchi (2014)             |
| Andreas Vangstad         | 24. März 1992      | Norwegen       | Kristiansands Cykleklubb (2013) |
| Kristian Aasvold         | 30. Mai 1995       | Norwegen       |                                 |
|                          |                    |                |                                 |
| Quelle: ProCyclingStats  |                    |                |                                 |